# Orthosia populeti
Orthosia populeti là một loài bướm đêm thuộc họ Noctuidae. Nó được tìm thấy ở châu Âu.
Sải cánh dài 34–40 mm. Chiều dài cánh trước là 15–17 mm. Con trưởng thành bay làm một đợt từ đầu tháng 3 đến tháng 5 .
Sâu bướm chủ yếu ăn aspen.

## Hình ảnh

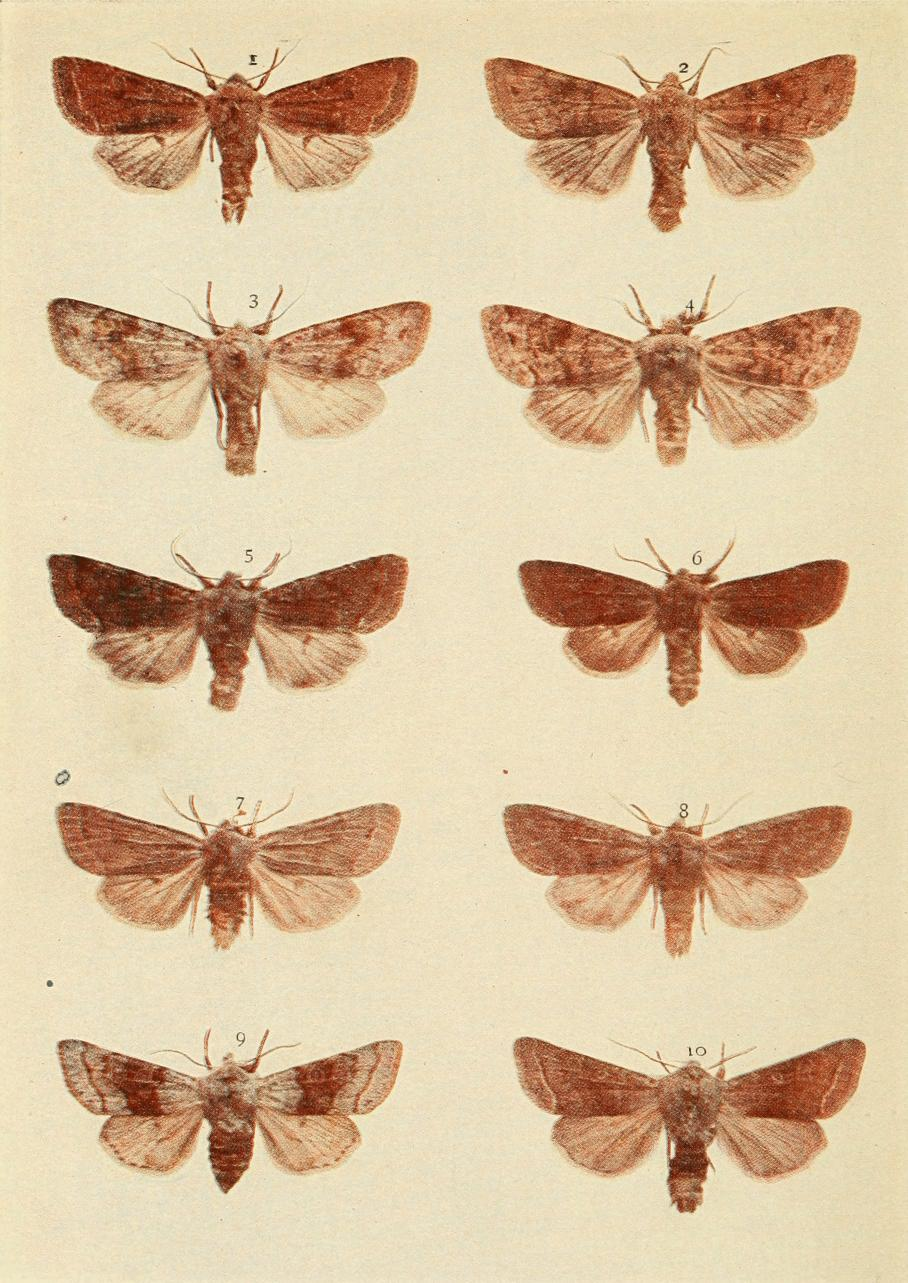
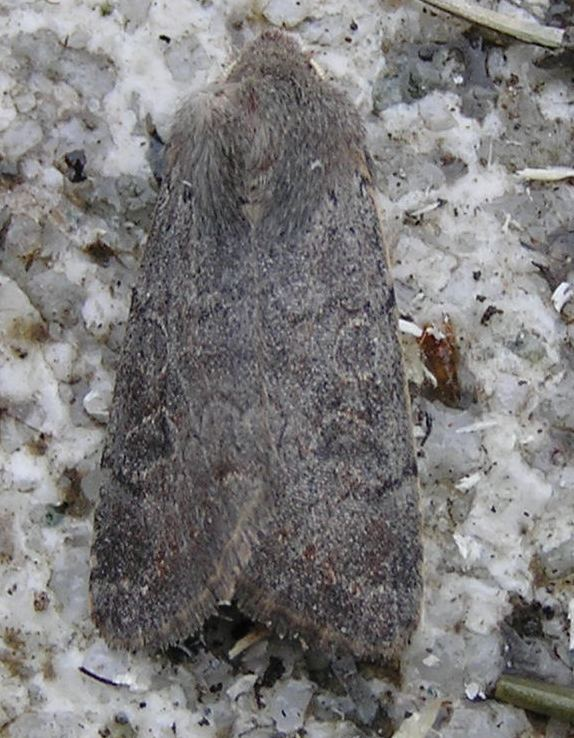
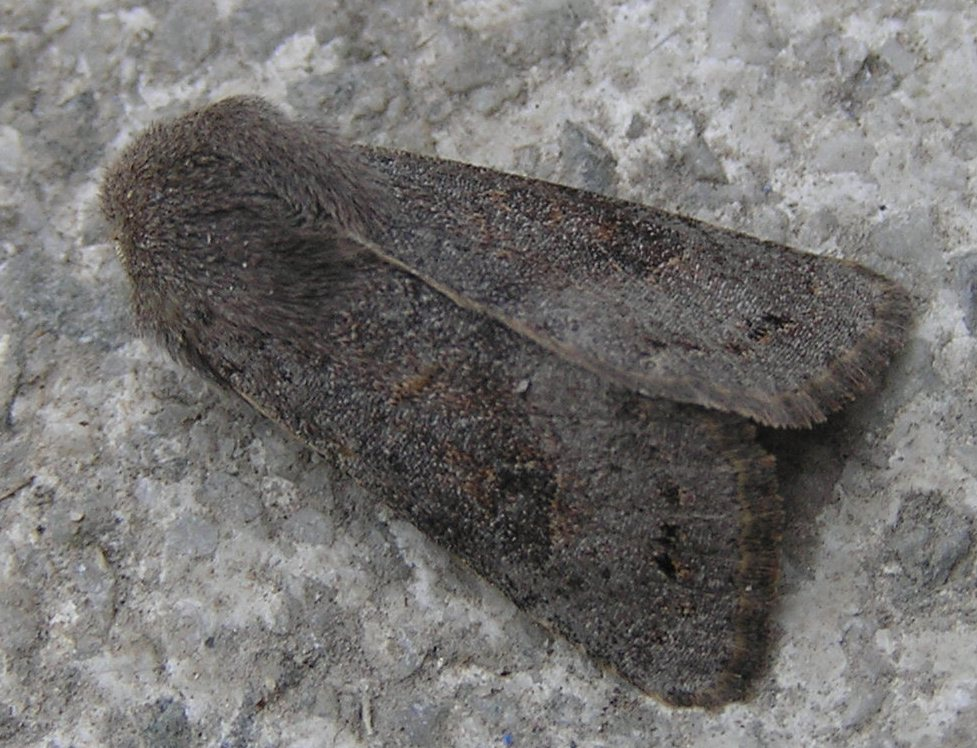